# CartoDB
CartoDB és una plataforma de programari com a servei (SaaS) que proporciona GIS i eines per fer mapes i mostrar-los en navegadors web. CartoDB Els usuaris poden utilitzar la plataforma lliure de l'empresa o crear una instància pròpia del programari, de codi obert. CartoDB és ofert com un servei freemium, on els comptes són lliures fins a una certa mida. Per comptes més grans, el servei té un cost determinat. La seva primera beta es va publicar el setembre de 2011 durant el FOSS4G a Denver i es va publicar oficialment a Where2.0 l'abril de 2012. Des de 2014 CartoDB és una empresa independent. L'empresa va aixecar 7$ milions d'un consorci d'inversors el setembre de 2014. El mateix mes de 2015, CartoDB va rebre un 23 milions de dòlars en un finançament de capital de tipus B, liderada per Accel Partners.